# 복주 진씨
복주 진씨(福州 陳氏)는 경상북도 안동시를 본관으로 하는 한국의 성씨이다. 시조는 고려에서 개성판윤(開城判尹)을 지낸 진승서(陳承緖)이다.

## 참고 자료
- “복주진씨(福州陳氏)”. 뿌리를 찾아서.[깨진 링크(과거 내용 찾기)]